# Trier-Zewen

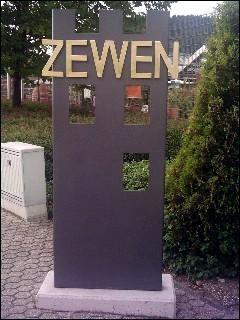
Ortseingangsschild

Zewen ist einer der 19 Ortsbezirke der rheinland-pfälzischen Stadt Trier und hat rund 3600 Einwohner.
Der an der Mosel gelegene Ort ist der südwestlichste Stadtteil Triers und gliedert sich in die beiden Orte Zewen und Oberkirch.

## Geographie

### Geographische Lage

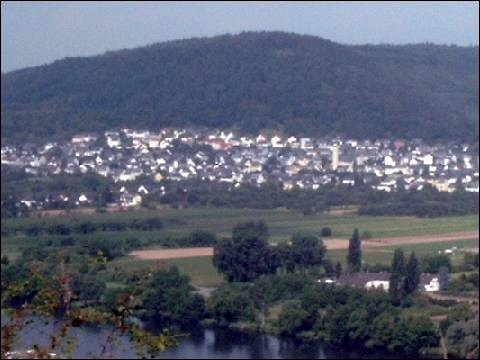
Panorama von Zewen

Zewen ist ein Stadtteil der kreisfreien Stadt Trier und befindet sich rund sieben Kilometer südwestlich der Trierer Innenstadt; die Grenze zum Großherzogtum Luxemburg ist etwa acht Kilometer entfernt. Zewen liegt im südwestlichen Beginn der 15 Kilometer langen und damit größten Talweitung des mittleren Moseltals, die sich im Norden bei Schweich wieder verengt. Zewen selbst liegt nicht direkt an der Mosel, sondern nur der Ortsteil Oberkirch. Die Randgebiete des Stadtteils erstrecken sich über die bewaldeten und teilweise landwirtschaftlich genutzten Hänge bis an den Fuß des Alzenach (341,1 m ü. NHN) im Nordwesten und den Olker Berg (311,4 m ü. NHN) im Südwesten. Durch den Ort fließt der kleine Zewenerbach. Seine Quellen befinden sich in den Berghängen, die das Mühlental nach drei Seiten abschließen. Er mündet in Oberkirch in die Mosel. Er beherrschte jahrhundertelang das Zewener Ortsbild, wurde jedoch im Ortskern kanalisiert.
Bei Oberkirch liegt das 4,7 Hektar große Naturschutzgebiet Kiesgrube bei Oberkirch.

### Geologie
Stratigraphisch ist der Boden in Zewen dem Quartär und Pleistozän zuzuordnen. Die Erde ist sandig und besteht aus Mittel- bis hinzu Grobkies und ist teilweise mit Lehm überdeckt. Die Flussterrassen in Zewen entsprechen dem Typ der Niederterrassen.

### Ortsteile
Zu Zewen gehört das Dörfchen Oberkirch, das erst in den 1950er-Jahren durch die Straße Im Biest Anschluss an Zewen fand. Es ist nach wie vor landwirtschaftlich geprägt. Erstmals wurde es als keltisches Dorf Corniacum erwähnt, das später Kerrig und Kerrich genannt wurde. Später teilte sich der Ort flächen- und namensmäßig in Oberkerrich und Kerrich, später Niederkirch. Niederkirch, das aus einem Hofgut und einem, dem Zewener Turm ähnlichen, Wohnturm bestand, wurde abgerissen, um für das Schloss Monaise Platz zu machen. Oberkirch, das bereits eine Kapelle und einen eigenen Wohnturm, den Oberkircher Turm, besaß, blieb erhalten und hat sich seinen dörflichen Charakter bewahrt.

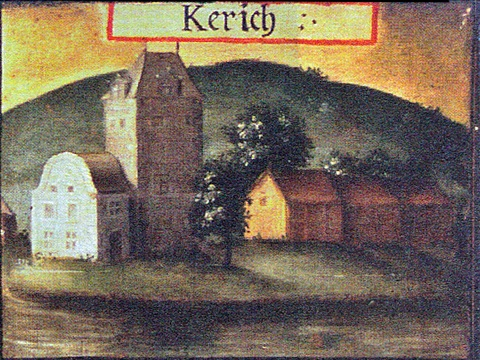
Abbildung von Niederkirch auf dem Trierer Gerichtsbild von 1589
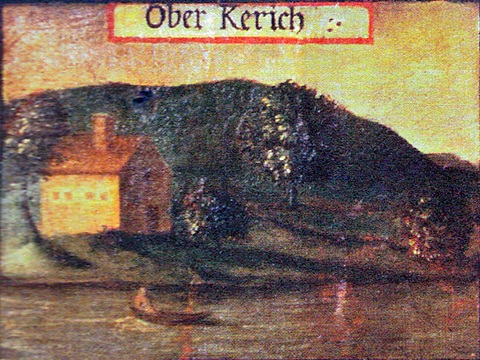
Abbildung von Oberkirch auf dem Trierer Gerichtsbild von 1589

### Nachbargemeinden
Als südwestlichster Stadtteil Triers grenzt Zewen im Süden an Igel, im Norden an den Trierer Stadtteil Euren und im Westen an den zu Euren gehörenden Ort Herresthal. Im Osten des Ortes fließt die Mosel; auf deren gegenüberliegenden Seite befindet sich der Konzer Vorort Karthaus.

### Klima
Das Klima in Zewen ist dem Moseltal entsprechend sehr mild und ozeanisch geprägt; dies bedeutet schnee- und frostarme Winter sowie feuchtwarme und schwüle Sommer. Die Höchsttemperaturen liegen oft über 30 Grad Celsius; damit zählt das Gebiet in und um Zewen zu den wärmsten Regionen in Deutschland. Dies begünstigt auch das Vorkommen von Tierarten, die aufgrund des wärmeren Klimas eher in Südeuropa vorkommen.

## Bevölkerung
Zewen hat 3842 Einwohner (31. Dezember 2004, vorläufiges Ergebnis des MESO) und ist, gemessen an der Einwohnerzahl, einer der kleinsten Stadtteile Triers (Anteil etwa 3,8 %). Laut Statistik vom 31. Dezember 2002 ist nahezu die Hälfte (48,78 %) der Zewener verheiratet, lediglich 20 % der Einwohner sind unter 21 Jahre alt, 25 % haben das 65. Lebensjahr bereits überschritten. Zewen besitzt mit 4,3 % einen sehr niedrigen Anteil an ausländischen Mitbürgern.

### Einwohnerentwicklung
Die höchste Einwohnerzahl hatte Zewen in den Jahren nach der Eingemeindung 1969; so erreichte sie ihr Maximum von 4227 im Jahre 1973. Seither sank sie, bedingt durch eine gewisse Stadtflucht, kontinuierlich, bis im Jahre 1988 der vorläufige Tiefpunkt mit 3635 Einwohnern erreicht war. Neue Baugebiete brachten seither auch wieder mehr junge Familien nach Zewen, so dass die Bevölkerung in den 1990er-Jahren wieder anstieg – seit Mitte der 1990er jedoch stagniert sie bei etwa 3800 Einwohnern.

### Religion

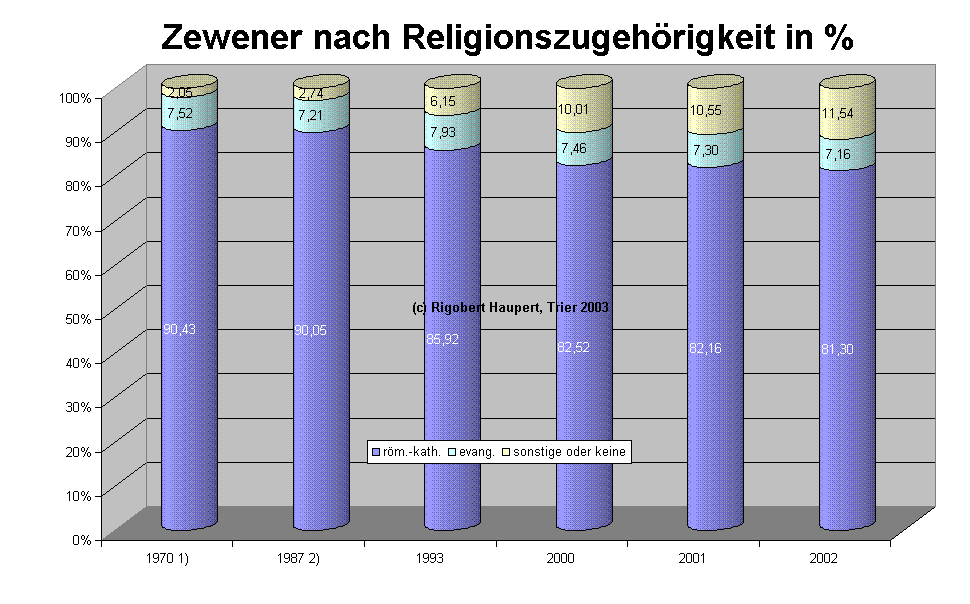
Bevölkerung nach Religionszugehörigkeit

Zewen ist, wie die gesamte Umgebung von Trier, römisch-katholisch geprägt. Im Jahre 2002 gehörten 81,3 % der Zewener zur römisch-katholischen Kirche. Das Ortsbild prägt die im Jahre 1959 geweihte katholische Kirche der Kirchengemeinde St. Martinus. In Oberkirch stehen die Kapelle St. Michael als Filialkirche sowie eine Waldkapelle. Die Pfarrei Zewen, seit 1805 eigenständig, wurde 1980 mit der Pfarrei St. Helena in Trier-Euren zusammengelegt. Seit 1995 hat der Priester seinen Hauptsitz im Pfarrhaus Euren.
Lediglich 7,3 % der Bevölkerung sind evangelisch, in der Kirche wird jedoch seit Jahren jeden Sonntag auch ein evangelischer Gottesdienst gefeiert. Es existiert außerdem eine neuapostolische Kirche.

## Kommunalpolitik

### Ortsbeirat
- SPD: 7
- CDU: 6

Für den Ortsteil Zewen wurde ein Ortsbezirk gebildet. Dem Ortsbeirat gehören 13 Beiratsmitglieder an, den Vorsitz im Ortsbeirat führt der direkt gewählte Ortsvorsteher.
Der Ortsbeirat setzt sich wie folgt zusammen:
- SPD: 7 Sitze
- CDU: 6 Sitze

Für weitere Informationen und historische Daten zum Ortsbeirat siehe die Ergebnisse der Kommunalwahlen in Trier.

### Ortsvorsteher
Ralf Päßler ist seit dem 3. Juli 2024 Ortsvorsteher von Zewen. Bei der Direktwahl am 9. Juni 2024 hatte er sich mit einem Stimmenanteil von 51,2 % gegen Christian Becker (SPD) durchgesetzt. Wegen einer Auszählungspanne war zunächst ein knapper Sieg von Becker gemeldet worden.
Päßlers Vorgänger war seit dem 25. Mai 2014 Christoph Schnorpfeil (CDU), der sich mit 62,9 % und 826 Stimmen gegen Wolfgang Otto (SPD; 37,1 % bzw. 487 Stimmen) durchsetzte. Schnorpfeil wurde bei der Kommunalwahl am 26. Mai 2019 wiedergewählt unt trat 2024 nicht erneut an. Vorgänger von Schnorpfeil war ab dem 7. Juni 2009 Helmut Mertesdorf (CDU) gewesen, der sich mit 56,6 % der Stimmen gegen Hans-Willi Triesch (SPD; 45,4 %) durchsetzte.

### Wahlverhalten der Zewener
Zewen war bis 1994 eine Hochburg der SPD. Immerhin blieben ihr bei der Kommunalwahl 2009 noch 36,4 % treu (CDU: 38,1 %). Die Zewener SPD erzielte damit das beste Ergebnis (im Durchschnitt 26,9 %, das schlechteste war in Euren mit 17,5 %). Bei der Oberbürgermeisterwahl 2006 wählten 59,7 % der Zewener den von SPD und Grünen unterstützten unabhängigen Kandidaten Klaus Jensen, während der in Zewen aufgewachsene CDU-Kandidat Ulrich Holkenbrink nur 40,3 % der Stimmen erhielt.

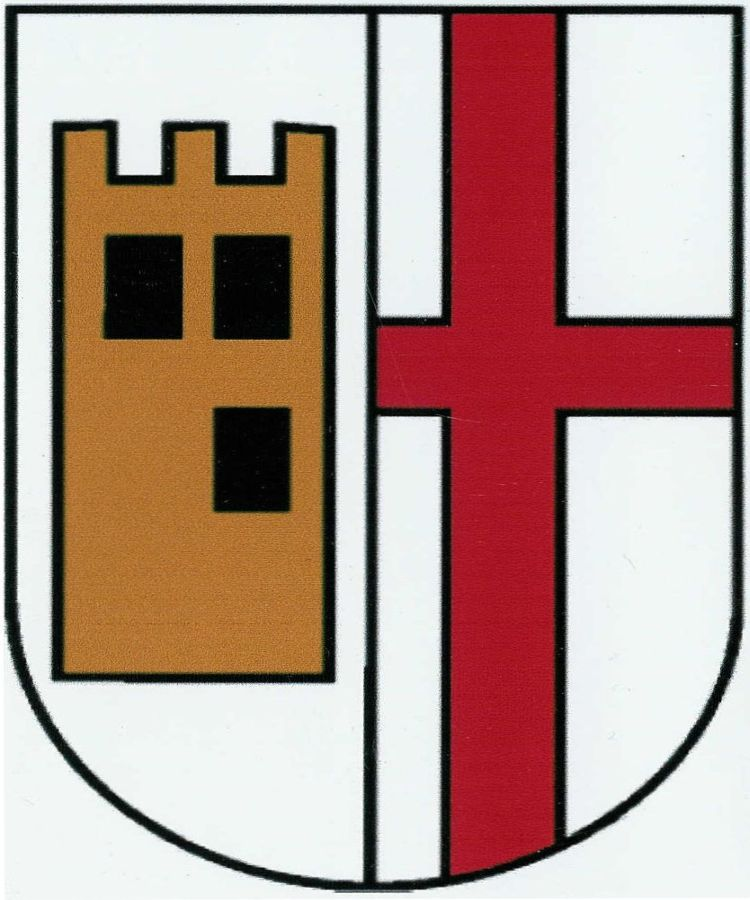

### Wappen
Das Zewener Wappen wurde im Jahre 1998 vom Ortsbeirat beschlossen und stellt heraldisch links ein rotes Kreuz auf weißem Grund (das Zeichen des Bistums und Kurfürstentums Trier) sowie rechts das stilisierte Wahrzeichen von Zewen, den Zewener Turm, dar.

### Besetzung
Seit Mai 2021 haben Menschen ein Waldteil in Trier-Zewen unter dem Titel „Besch bleibt“ besetzt. Die Waldbesetzung richtet sich gegen „den Bau einer neuen Bundesstraße zwischen Konzerbrück (Umgebung Konz-Könen) über eine Brücke durch das geschlossene Waldgebiet zwischen Trier-Zewen und Igel bis zur A64 in Höhe Herrestal“, welcher im Plan vom Moselaufstieg enthalten ist. Die Waldbesetzung richtet sich gegen den Klimawandel und fordert eine Verkehrswende. Die Besetzung ist inspiriert von 2020 bis 2021 geräumten Protest im Dannenröder Forst. Die Aktivisten sprechen sich gegen die Gier und feudalen Strukturen im gegenwärtigen Wirtschaftssystem aus. Die Aktivisten fordern die praktische Gleichheit aller Menschen, da meist farbige, außereuropäische Menschen, sowie weibliche Personen besonders unter den Auswirkungen der Klimakrise, aber auch unter den gegenwärtigen Gesellschaftsstrukturen leiden.

## Geschichte

### Antike
Das Mühlental in Zewen, insbesondere aber die Umgebung des alten Dorfkerns, besitzt Siedlungsspuren aus keltischer Zeit. Zur Römerzeit entstanden dort umfangreiche Baudenkmale, wie Funde in der Kantstraße, der Kettenstraße und im Kirschengarten belegen.
Es ist belegt, dass in Zewen im 5. Jahrhundert eine Siedlung mit Friedhof und Kirche auf dem so genannten Heidenberg existierte. Bei der Kirche handelte es sich um eine sogenannte Tauf- bzw. Beerdigungskirche, in der Geistliche aus der Stadt bzw. der Hohen Domkirche Handlungen vornahmen. Bischof Magnerich (566–586) bemühte sich in dieser Zeit, eremitische Tätigkeiten in die Bahnen geordneter Seelsorge zu lenken und wirkte so gegen Reste des Heidentums. Es ist davon auszugehen, dass in dieser Zewener Kirche die Heiligen Paulus sowie St. Beatus und Bantus gewirkt haben, die im Zewener Wald ein eremitisches Leben führten.

### Mittelalter und Neuzeit
Im Frühmittelalter zogen die Franken in den keltisch-römischen Ort; rund zweihundert Jahre danach wurden Sachsen von Karl dem Großen in dem Dorf angesiedelt.
Die erste urkundliche Erwähnung fand der Ort Zewen im Jahre 1098. Im Jahre 1330 wurde die Pfarrei Zewen erstmals erwähnt, sie war der Domdechanei angegliedert und wurde auch von dort mit Geistlichen versorgt. Der Ort erstreckte sich damals vom Mühlental bis in die obere Kirchenstraße um die Kirche, die auf der noch sichtbaren hohen Stützmauer am Anfang der Kordelstraße stand. Belegt ist dies durch ein im Auftrag des Trierer Kurfürsten Johann von Schöneberg gemaltes Gerichtsbild aus dem Jahr 1589, das sich im Museum Simeonstift in Trier befindet. Zewen lag damals an der Grenze zwischen Kurtrier und Luxemburg und wurde oft Opfer von Kriegszügen und Fehden zwischen beiden Staaten, davon stammt der Zewener Turm, ein Grenz-, Wach- und Zollturm.
Im Dreißigjährigen Krieg blieb Zewen im Gegensatz zu anderen Dörfern des Moseltales von der Pest verschont, doch litt es unter Plünderungen und Raub, später unter den Kriegen Ludwigs XIV. und dem Spanischen Erbfolgekrieg. 1794 besetzten die französischen Revolutionstruppen das linke Rheinufer und damit auch Zewen. 1815 endete die Herrschaft der Franzosen, Trier und damit auch Zewen kamen zum Königreich Preußen.

### Bannstreit zwischen Euren und Zewen
Im Zuge der Gebietsreform 1816 wurden die Vororte Euren, Kürenz, Olewig und Zewen/Kirch in die Stadt Trier eingemeindet. Doch bereits 1852 wurde Zewen „ausgemeindet“. Dabei kam es 1852 zwischen Euren und Zewen zum handfesten Streit, der 1853 ohne Rücksicht auf die Geschichte zu Lasten Zewens entschieden wurde. Die Entscheidung führte letztlich dazu, dass das Schloss Monaise sowie fruchtbares Ackerland, auf dem später die Zeppelinmontagehalle, der alte Flugplatz und das heutige Industriegebiet in der Niederkircher Straße entstanden, dem Eurener Flur und damit der Eurener Wirtschaftskraft zugerechnet wurden und werden. Dieser „Bannstreit“ diente noch bei mancher Schlägerei in den 1920er- und 1930er-Jahren als Anlass und Begründung.
Nach 1852 gehörte Zewen unterschiedlichen Verwaltungsbereichen an; mal wurde es der Bürgermeisterei der Trierer Vororte, mal Trierweiler zugeordnet.

### Vom Kaiserreich bis zum Zweiten Weltkrieg
Der Auf- und Ausbau der Eisenbahn in ganz Deutschland um 1860 brachte Arbeiter und Beamte in den „Schmelztiegel“ Zewen. Dies beeinflusste den Dialekt der Zewener bis heute: er hat nicht den weichen Klang des melodischen Moselfränkischen der Eifel-Hunsrück-Mosel-Region, er ist härter.
Nach dem Ersten Weltkrieg, in dem 29 Zewener Soldaten fielen, kam es im Jahre 1923 zur Ruhrbesetzung und damit der Besetzung der gesamten linksrheinischen Gebiete durch die Franzosen. Weil viele Deutsche passiven Widerstand leisteten, wiesen die Franzosen viele Eisenbahnmitarbeiter aus. Zewen, dessen Bewohner fast vollständig bei der Eisenbahn arbeiteten, war von diesen Ausweisungen sehr stark betroffen: 44 Familien wurden in das rechtsrheinische Deutsche Reich ausgewiesen. 1924 verließen die letzten französischen Truppen das Rheinland.
Der Eingemeindungsantrag von 1929, der von einem einstimmigen Votum der damals 2055 Einwohner getragen wurde, stieß, im Gegensatz zum uneinheitlichen Begehren Biewers, auf Ablehnung. Doch mittlerweile zogen merklich dunklere Wolken über Zewen auf. Über das Wahlverhalten der Zewener Bürger bei der Reichstagswahl 1933 ist nichts bekannt, doch zogen die bekannten Mechanismen der nationalsozialistischen Diktatur (Propaganda, Hitlerjugend, BDM) auch in Zewen ein. 1938 begann der Bau des Westwalls auch im Westen von Zewen. Tausende Soldaten aus dem gesamten Reich kamen in den Ort, und viele von ihnen blieben. Beim Kriegsausbruch 1939 wurde Zewen evakuiert, nach der Niederlage Frankreichs im Juni 1940 wurde die Bevölkerung wieder zurückgeschickt. Im September 1944 wurde Zewen ein zweites Mal evakuiert. Granaten und Bomben zerstörten den Ort, der am 3. März 1945 kampflos von den Amerikanern besetzt wurde. Am 12. Juli 1945 übergaben ihn die Amerikaner den Franzosen. Bei einem Unglück in einer Munitionsfabrik in Zewen im August 1945, bei der durch Unachtsamkeit die gesamte Lagerhalle explodierte, starb ein Arbeiter, drei Arbeiter und zwei französische Unteroffiziere wurden lebensgefährlich verletzt. Insgesamt starben aus Zewen im Zweiten Weltkrieg 105 Soldaten (49 werden vermisst) und 14 Zivilisten.

### Nachkriegszeit
In den 1950er-Jahren näherte sich Zewen der 4000-Einwohner-Marke. Im Zuge der allgemeinen Gebietsreform 1969 wurde die Gemeinde Zewen-Oberkirch trotz öffentlicher Proteste, die sich in Protestversammlungen und Autokorsos ausdrückten, am 7. Juni 1969 ein Stadtteil Triers; die Einwohnerzahl betrug zu diesem Zeitpunkt 3683. In den 1960er- und 1970er-Jahren änderte sich das Ortsbild grundlegend durch den Abriss einiger ortsprägenden Gebäude (Kirche, Gemeindehaus), den Bau der neuen Pfarrkirche 1959 sowie der neuen Schule samt Turnhalle 1961/69, der Kanalisierung des vormals durch den Ort fließenden Zewener Baches, den Bau einer Kanalisation sowie die Ausweisung neuer Baugebiete (Im Biest, Lindscheidstraße). Gleichzeitig sank die Bevölkerungszahl bis Ende der 1980er-Jahre auf fast 3600 Einwohner ab.

### Zewen heute
Nach der Ausweisung neuen Baulandes im Amselweg und In der Schard Ende der 1980er- bis Anfang der 1990er-Jahre stieg die Bevölkerungszahl auf zirka 3800 Einwohner. Auf dieser Zahl hat sie sich bis heute eingependelt. 1994 wurde Hermann Fries Ortsvorsteher, der den Stadtteil die 1990er-Jahre hindurch prägte. Nach seinem plötzlichen Tod 2004 wurde Maria-Elisabeth Grünhäuser zur neuen Ortsvorsteherin gewählt. Ein im Jahr 2003 nach eine Bürgerbefragung in Auftrag gegebenes Bürgergutachten als Basis für den Stadtteilrahmenplan wurde vom Ortsbeirat ein Jahr später einstimmig abgelehnt. Im Herbst 2005 wurde nach mehreren Unfällen am Ortsausgang Zewen zur B49 eine Ampelanlage installiert; dies führte nicht zu einer Verbesserung der Lage, das Verkehrschaos wurde noch größer und entfachte eine hitzige Diskussion. Im Dezember 2007 wurde nach längerer Bauzeit der neu gestaltete Dorfplatz eröffnet, der aus einem in Granitpalisaden eingefassten Hochbeet und einer Rund-Sitzgruppe besteht; zwei Schautafeln informieren über Zewen und Umgebung.
Obwohl seit 1969 Teil der Stadt Trier, hat sich Zewen immer ein Stück Eigenständigkeit bewahrt. Dies zeigt sich nicht nur in einem regen Vereinsleben, sondern auch in einem mit einigen Eigenheiten versehenen Dialekt, zu dem im Jahre 2005 ein Buch herauskam (siehe Literatur).

### Entwicklung des Ortsnamens
Der keltische Name evena blieb unter den Römern und Franken zunächst unverändert; noch in einem Urkundenbuch des Jahres 1098 findet sich die Bezeichnung Euena (gesprochen: Evena). Doch bereits früher muss die Wandlung eingesetzt haben, denn schon um das Jahr 980 lautete der Name Zeuvena (gesprochen: Zewena) und Sceuna (gesprochen: Scewena). Mit dem Jahre 1258 war mit dem Namen Zhevene eine Tendenz zur deutschen Endung zu spüren, wenn auch Zevena bis ins 14. Jahrhundert gleichberechtigt in den Steuerakten erscheint (vergleiche auch den Ursprung des Ortsnamens Zeven (Niedersachsen)). Seit dem 14. Jahrhundert blieb die Aussprache gleich, ob der Ort nun Zeven (14. Jahrhundert), Cehuen oder Zewen geschrieben wurde.

## Kultur und Sehenswürdigkeiten

### Bauwerke
Siehe auch: Liste der Kulturdenkmäler in Trier-Zewen

#### Zewener Turm

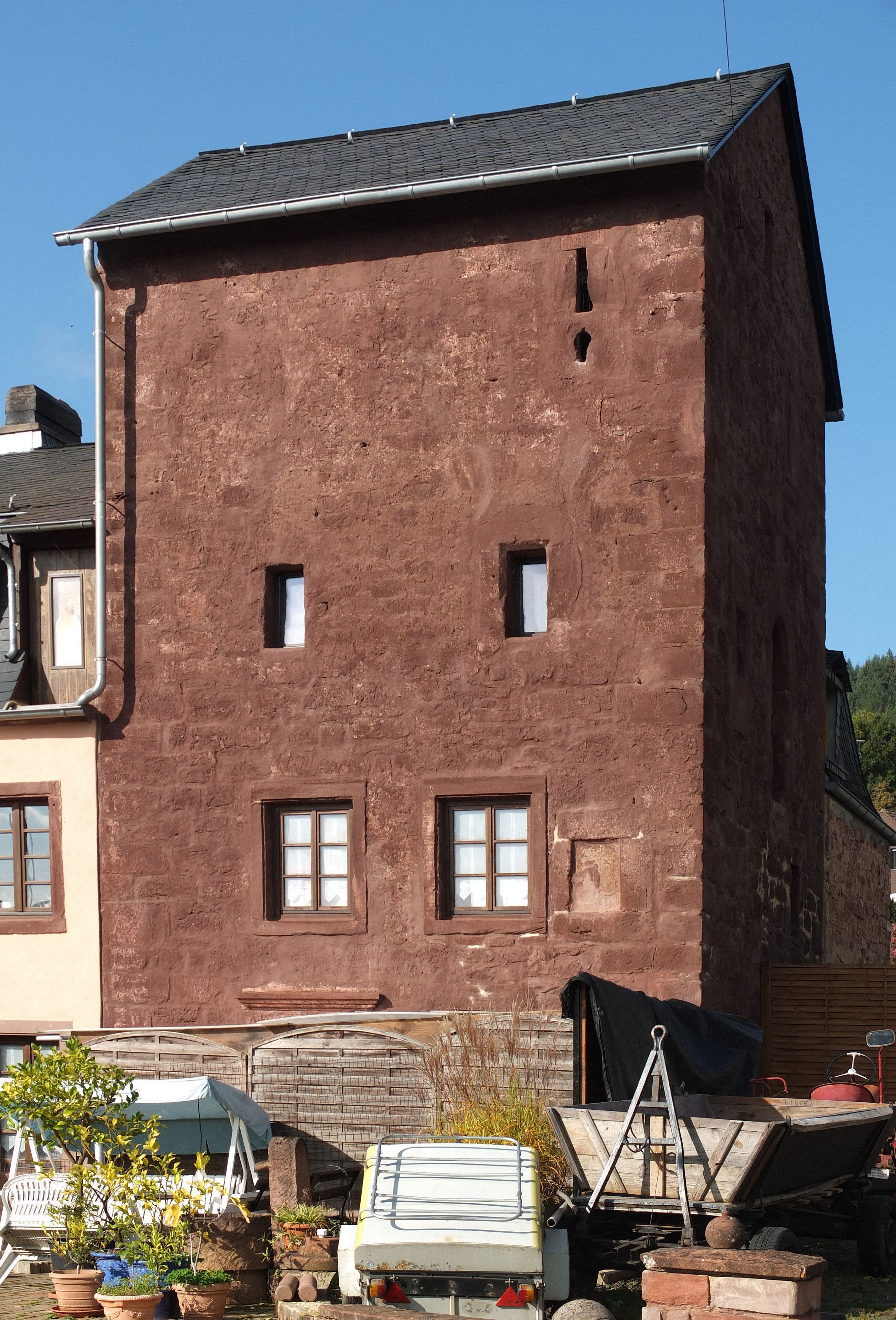
Zewener Turm

Der Zewener Turm, ein alter Zollturm und das älteste Gebäude des Stadtteils, ist das Wahrzeichen von Zewen. Als Erbauer werden Erzbischof Poppo (1016–1047), Erzbischof Eberhard (1047–1066) oder Erzbischof Balduin (1307–1354) genannt. Der Zewener Turm stand an der Grenze zu Luxemburg und war früher ein Wach- oder Verteidigungsturm; in allen vier Wänden sind noch schmale Schießscharten zu erkennen. Der dreigeschossige Bau hat ein Außenmaß von sechs mal sechs Metern, die Mauern sind 1,10 Meter stark. Die Hocheingänge befanden sich auf der Nord- und Südseite im zweiten Obergeschoss; der Eingang auf der Südseite ist wegen eines späteren Anbaus nicht mehr zu erkennen. Das Turmhaus war durch einen noch teilweise erkennbaren Graben gesichert. Der Turm wechselte mehrmals den Besitzer. Das erste Obergeschoss wurde zu Wohnzwecken in zwei Stockwerke aufgeteilt und erhielt rechteckige Fenster, das Erdgeschoss Türen, Außenbauten wurden angefügt. Anfang des 18. Jahrhunderts und Ende des Zweiten Weltkrieges wurde er jeweils schwer beschädigt und danach wieder aufgebaut. Der Turm eine Häusergruppe in der Kanzelstraße, der Turmstraße und der Wasserbilliger Straße ab; in den letzten Jahren wurde er renoviert und im Außenbereich wurden Nebengebäude wiederhergestellt.

#### Zewener Pfarrkirche
Die derzeitige Zewener Pfarrkirche wurde in den Jahren 1957–1959 errichtet.
Endgültig abgeschlossen war der Bau jedoch erst mit dem Bau des Glockenturmes im Jahre 1986.

#### Waldkapelle
Die Waldkapelle wurde 1953 errichtet. Grundlage war ein Vertrag zwischen der Pfarrgemeinde Sankt Martinus und der Zivilgemeinde Zewen, in der diese sich verpflichtet hatte, für die im Jahre 1939 abgerissene Marienkapelle an der Ecke Zewener Straße/Kantstraße, auch Zewener Dom genannt (siehe unten), eine neue Kapelle an anderer Stelle aufzubauen. So entstand diese Kapelle am Ortsausgang in Richtung Herresthal, die am 4. Oktober 1953 eingeweiht wurde. Die Marienstatue aus der alten Kapelle fand dort ihren neuen Platz. Der Zewener Bevölkerung wie auch dem Wanderer dient sie als Ort stiller Anbetung und Marienverehrung. Geöffnet ist die Waldkapelle während der Monate Mai bis September an Sonn- und Feiertagen.

#### Schloss Monaise
Schloss Monaise liegt an der Mosel. Es wurde 1779–1783 als Sommerresidenz für den Trierer Domdechanten und späteren Fürstbischof von Speyer, Philipp Franz Wilderich Nepomuk von Walderdorf erbaut.

#### Altes Pfarrhaus
Das alte Pfarrhaus wurde um das Jahr 1600 als Schule erbaut, ist also nach dem Zewener Turm das zweitälteste noch existierende Gebäude in Zewen. Erst nach dem Bau der zweiten Pfarrkirche wurde es Pfarrhaus, im Jahre 1830 wurde es um ein Stockwerk erhöht. Auf dem ehemaligen Pfarrgarten hinter dem Haus entstand 1970 der neue Kindergarten. 1975, nach dem Abriss der zweiten Pfarrkirche, wurde das alte Pfarrhaus versteigert und befindet sich renoviert in Privatbesitz.

#### Wegkreuze
In Zewen existieren sieben Wegekreuze, die teilweise über 400 Jahre alt sind. Dies sind das Luzia- oder Fischerskreuz (1701, Gutenbergstraße), das Kreuz im Brühl (1680, untere Wasserbilliger Straße), das Bäckerkreuz (1680, Zewener Straße), das Biesterkreuz (1815, Im Biest), das Kreuz in der Kettenstraße (1678, heute Fröbelstraße), das Kreuz in der Waldstraße (1718, Ecke Waldstraße/Lindscheidstraße), und das Grundheberkreuz (1826, gegenüber dem Zewener Turm). In den späten 1980er-Jahren wurden die meisten Kreuze renoviert.

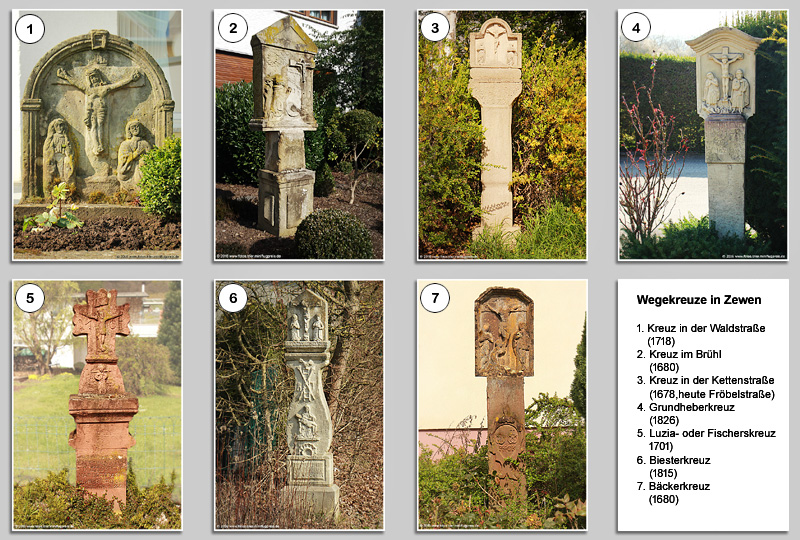
Die sieben Wegekreuze in Zewen

### Bauwerke in Oberkirch

#### Sankt-Michaelis-Kapelle
Die Sankt-Michaels-Kapelle wurde 1768 erbaut; ein Vorgängerbau ist seit 1609 belegt. Sie ist ein hoher dreiachsiger Bau, der über Pilastern ein Stichkappengewölbe trägt. In dem dreiseitig geschlossenen Chorteil steht ein einfacher, im Jahre 1785 gestifteter Holzaltar, dessen Altarbild den heiligen Erzengel Michael darstellt. Zu beiden Seiten des Altares befinden sich Abschlusstüren mit Beichtgittern, auf denen die Figuren des heiligen Leonardus und der heiligen Walburga stehen. Über dem steilen Westgiebel befindet sich ein achtseitiges Türmchen mit Haubendach. Die ursprünglichen zwei Glocken überstanden die beiden Weltkriege nicht, und so wurde im Jahr 1950 eine neue Glocke gegossen. In der Michaelskapelle wird einmal im Monat Gottesdienst gefeiert. Sie ist ein festlicher Raum für Andachten und kleine kirchliche Feiern.

#### Oberkircher Turm
Der Oberkircher Turm war ein dem Zewener Turm ganz ähnliches Gebäude, welches sich allerdings dadurch unterschied, dass es mit vielen, fast zwei Meter hohen, aber ganz schmalen, nach oben spitz zulaufenden Fensternischen versehen war. Erbaut wurde er, laut einem verloren gegangenen Stein, im Jahre 1238. Eine Zeit lang war das auf der gegenüberliegenden Moselseite gelegene Kloster Karthaus Eigentümer dieses Turmes und man konnte die zahlreichen Schiffe, die sich manchmal bis in die Saarmündung hinein zurückstauen konnten, abfertigen. 1818 wurde der Turm verkauft und 1841 so umgebaut, dass man die ursprüngliche Bauart kaum noch erkennen kann. Lange Zeit befand sich in ihm das Gasthaus Zum Hafen. Er wird heute, nach nochmaligem Umbau in den 1980er-Jahren, als Wohnhaus genutzt.

### Bauwerke, die nicht mehr existieren

#### Pfarrkirchen

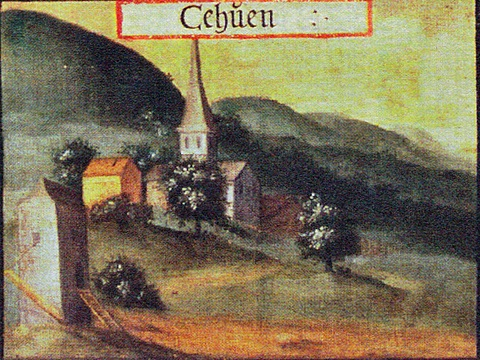
Erste Zewener Pfarrkirche auf dem Gerichtsbild 1589

Vor der oben erwähnten Pfarrkirche gab es bereits zwei weitere Pfarrkirchen:
Die erste Zewener Pfarrkirche, welche bereits im Jahr 1330 erwähnt wurde und fast 500 Jahre (bis 1819) bestand, bis sie schließlich aus Platzgründen abgerissen wurde. Die zweite Pfarrkirche wurde noch im selben Jahr eingeweiht; sie bestand aber nur weniger als 200 Jahre und auch sie wurde abgerissen; dies war im Jahr 1975.

#### Zewener Dom
Der Zewener Dom war eine alte Kapelle aus dem 17. Jahrhundert an der Kreuzung Zewener Straße/Kantstraße. Auffällig war ihr uralter Baustil. Sie sah aus wie ein normales Haus, erst bei genauerem Hinsehen erkannte man vier Rundbogenfenster, welche die Tür einrahmten, sowie zwei dicke Kreuze auf den Dachfirsten. Sie hatte dicke Mauern, die Rückwand war flach gerundet, der Raum tonnengewölbt. Innen standen ein holzgeschnitztes Muttergottesbild und eine holzgeschnitzte Kreuzigungsgruppe (die sich heute in der Waldkapelle befinden). Am 11. April 1939 wurde die Kapelle als Verkehrshindernis für die auszubauende Luxemburger Straße (heute Zewener Straße) abgerissen.

#### Mädchenschule
Die Mädchenschule am Eingang der Kettenstraße wurde 1864 wegen Platzmangel in den bestehenden Schulen gebaut und diente bis 1935 als Schule für Mädchen. Anschließend war sie Gemeindehaus und Sitz des Zewener Bürgermeisters. An ihrer linken Seite befand sich der Übungsturm der Freiwilligen Feuerwehr Zewen. Nach der Eingemeindung von Zewen wurde das Haus verkauft und 1972 abgerissen.

#### Mühlental
Einen Teil von Zewen bildete jahrhundertelang das Mühlental, oberhalb der Kordelstraße am so genannten Zewener Wiesental; am Ufer des Zewenerbaches siedelten sich zahlreiche Wassermühlen an. Ab 1865 führte der Zewener Bach immer weniger Wasser, so dass heute bis auf die zu einem Wohnhaus umgebaute Tresselsmühle keine Mühle mehr existiert.

#### Westwall
Westlich von Zewen verlief in den Kriegsjahren der Westwall. Mehrere Bunker waren in den Nachkriegsjahren und teils weit in die 1980er-Jahre zu sehen und zu begehen. Inzwischen wurden sämtliche Bunker abgerissen beziehungsweise gesprengt und der Natur überlassen.

### Öffentliche Gebäude

#### Pfarrheim
Das Pfarrheim wurde 1963 als Pfarrhaus neben der neu gebauten Kirche errichtet; bis 1994 wohnten dort die Zewener Priester. Nach dem Abriss der zweiten Zewener Pfarrkirche und dem Verkauf des alten Pfarrhauses fehlten Räumlichkeiten für die Gemeindearbeit, besonders für die Jugendarbeit, und so zog man in den Kindergarten um. Als die Priester 1995 in das Eurener Pfarrhaus umzogen, wurde das Zewener Pfarrhaus als Pfarrheim genutzt. Im Jahr 2000 wurde bei einem Umbau ein großer Saal, der so genannte Pfarrsaal, angebaut. Dieser kann mit komplett ausgestatteter Küche für verschiedene Festlichkeiten mit bis zu 120 Personen gemietet werden. Durch eine Trennwand lässt sich der Saal teilen, so dass auch kleine Gruppen gemütlich feiern können. Im Pfarrheim selbst haben die Pfarrjugend sowie sämtliche Institutionen und Gruppierungen der Pfarrei ihren ständigen Platz gefunden.

#### Grund- und Hauptschule
In der Dorfmitte befindet sich der 1962 als Volksschule erbaute Zewener Schulkomplex, der seit 1970 Grund- und Hauptschule ist. Im Jahre 2007 wurde der Schulhof durch eine Bürgerinitiative, hervorgegangen aus dem Bürgergutachten, komplett renoviert und umgestaltet.
Hierbei wurden Gelder von über 100.000 Euro von Stiftungen, durch Ausrichtung von Musikfesten, Flohmärkten und eine Straßensammlung eingenommen.
Aufgrund der Einführung der Ganztagsschule wurde die ehemalige Schule in der Lindscheidstraße, (welche bereits von 1895 bis 1962 die Schule beherbergte und später in privater Hand war) mit einbezogen und umgebaut, so dass nun ein großer Schulkomplex in Zewen besteht.

#### Pavillon
Das Pavillon neben der Grund- und Hauptschule ist seit 1978 das Vereinshaus des Musikvereins Eintracht 1906 Trier-Zewen, des Zewener DRK sowie des gemischten Chores Cäcilia 1888 Trier-Zewen. Es handelt sich um eine ehemalige Pavillonklasse einer Schule, welche die Vereine von der Stadt Trier im Jahre 1978 erhielten, da es in den Nachkriegsjahren versäumt worden war, für die Zewener Vereine ein solches Haus zu bauen. Die Feste der genannten Vereine finden dort statt, außerdem kann das Haus für Feste und Familienfeiern gemietet werden.

#### Turn- und Mehrzweckhalle
1969 wurde die neue Turn- und Mehrzweckhalle neben der Schule errichtet. Hier finden die Veranstaltungen der Schule ebenso wie die des Karnevalsvereins sowie Konzerte oder Tanzveranstaltungen statt.

## Fotogalerie

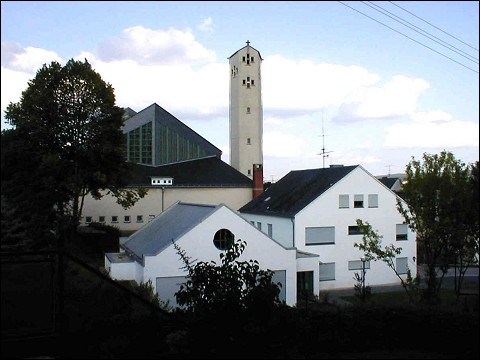
Pfarrheim mit Pfarrsaal
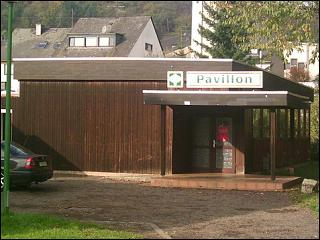
Das Pavillon
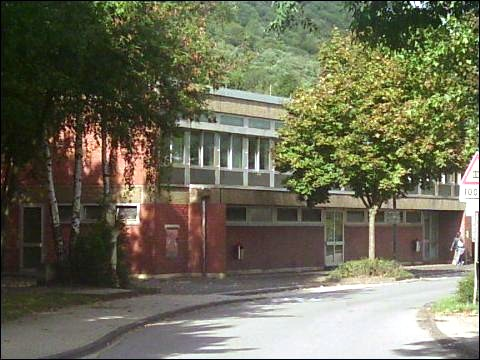
Turn- und Mehrzweckhalle
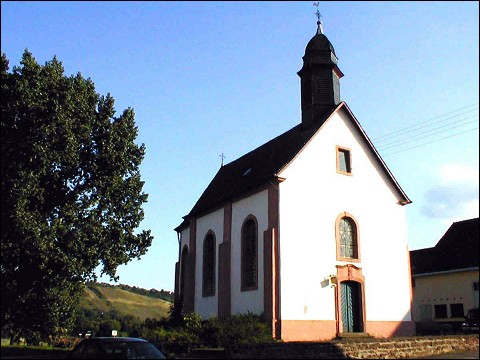
Sankt-Michaels-Kapelle, Oberkirch
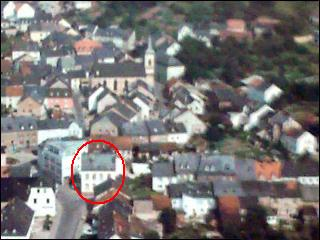
Mädchenschule auf einem Luftbild von 1970
„Zewener Dom“ (um 1900)
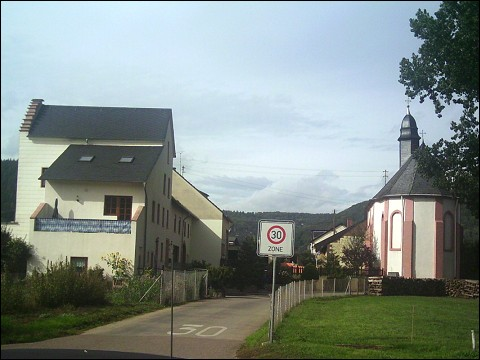
St.-Michaels-Kapelle rechts, „Oberkircher Turm“ links
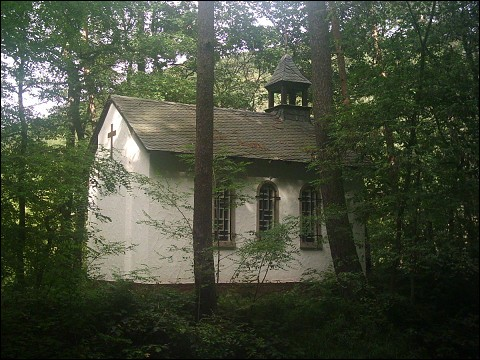
Die Waldkapelle
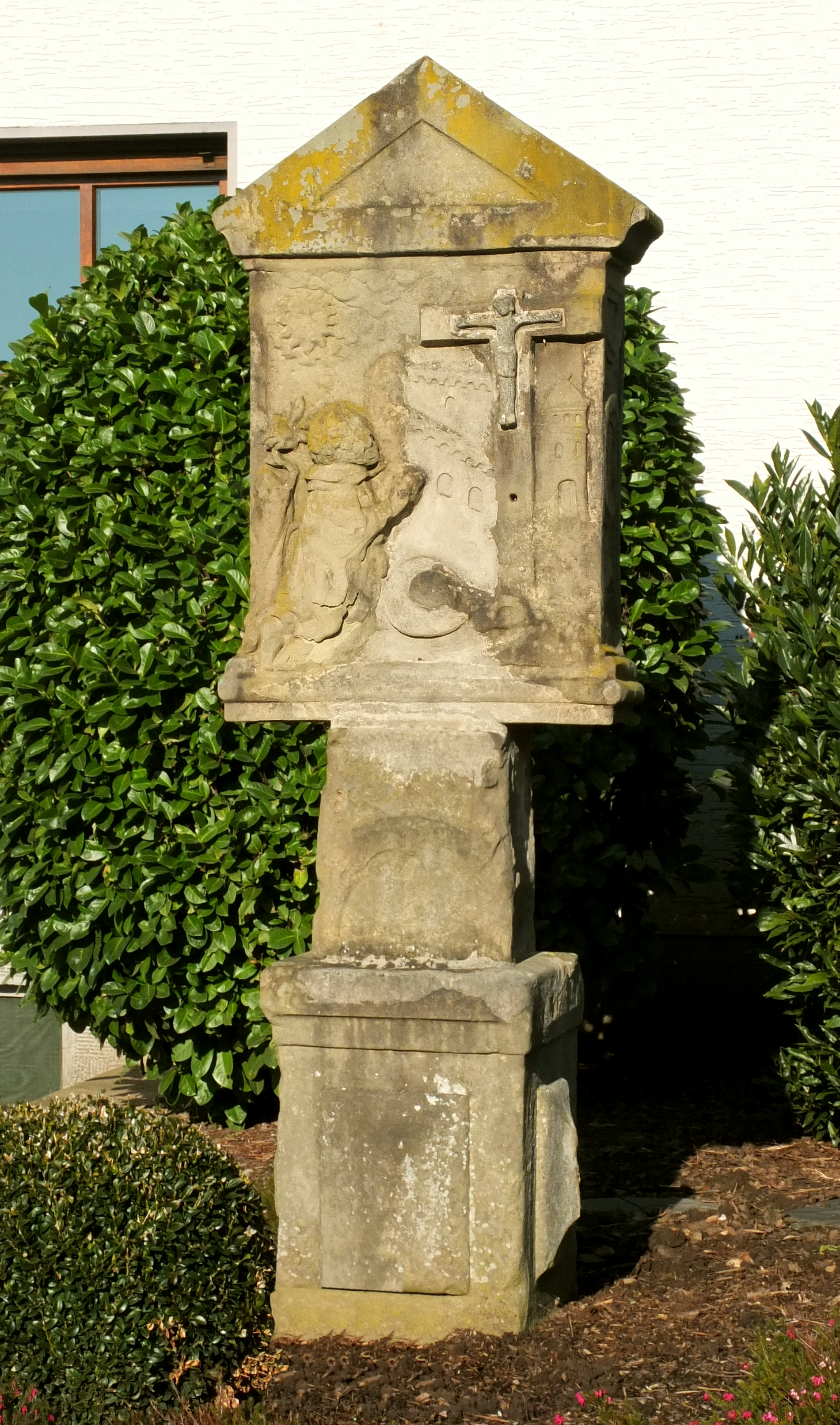
Bildstock an der Wasserbilligerstr.
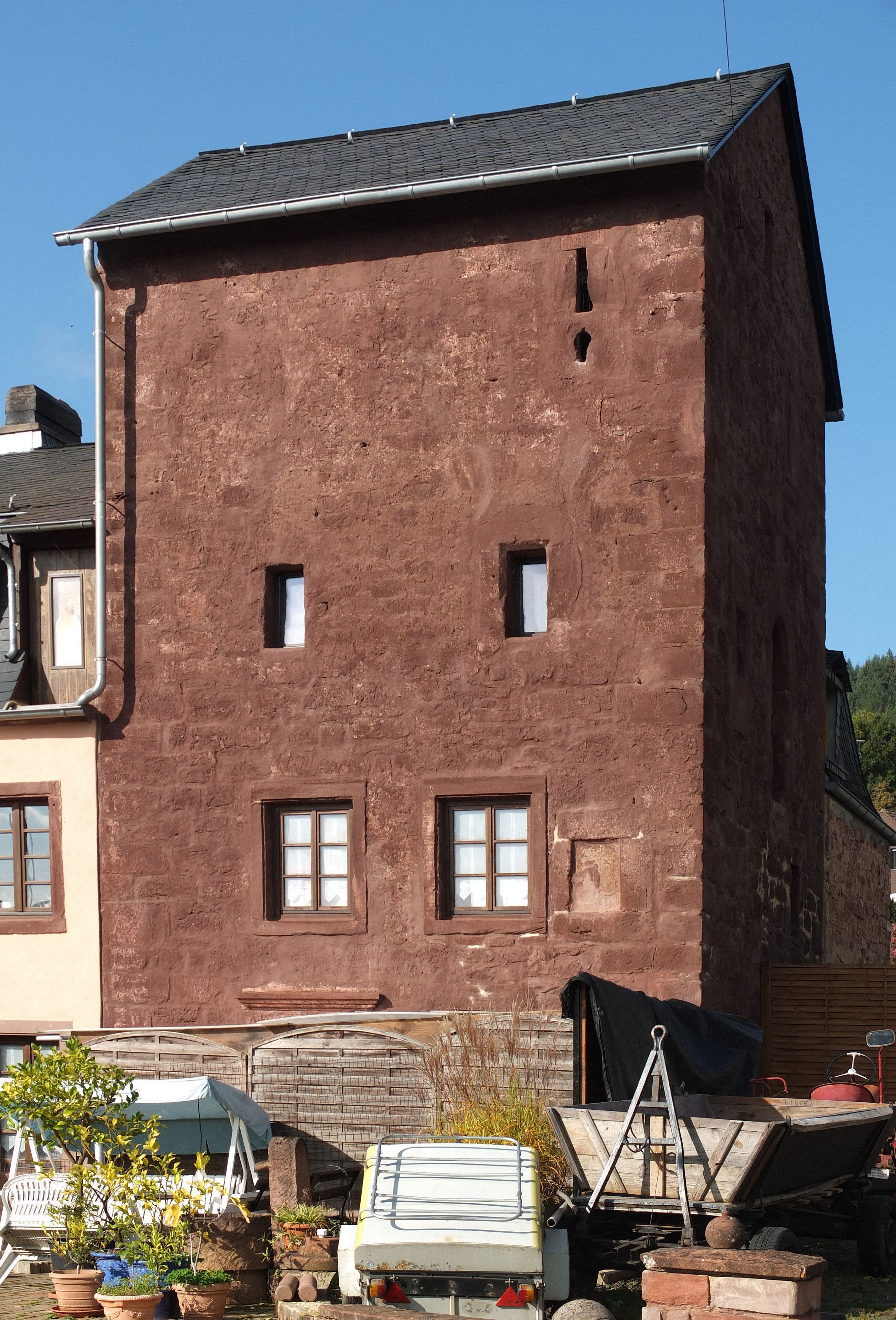
Der Zewener Turm
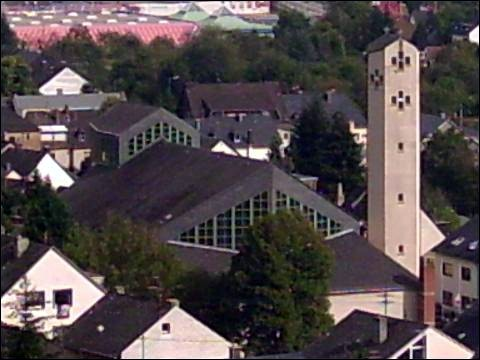
Die Zewener Pfarrkirche St. Martinus
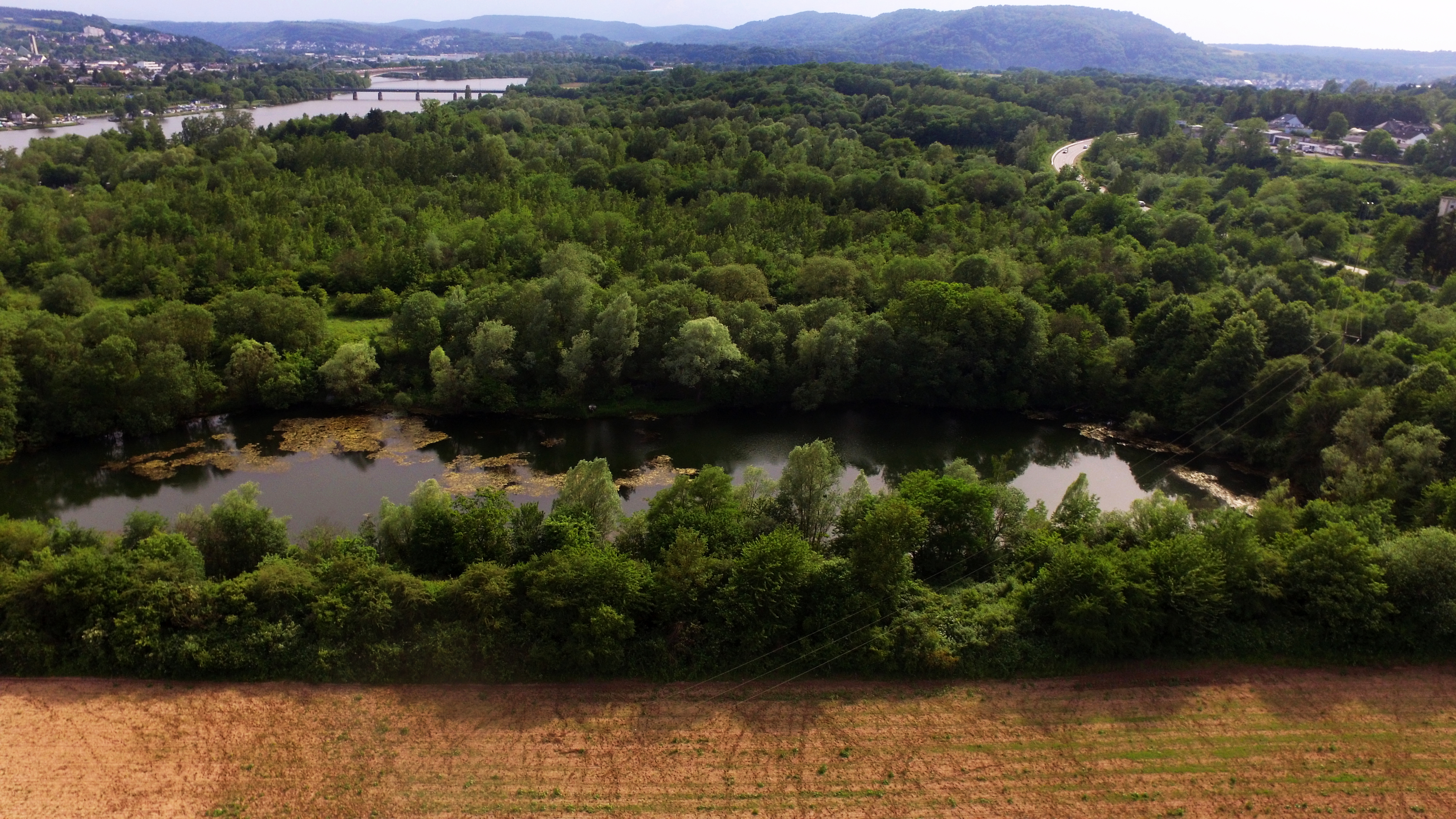
Naturschutzgebiet Kiesgrube bei Oberkirch

## Vereinsleben
Zewen hat sich seinen dörflichen Charakter auch als Teil der Stadt Trier bewahrt. Dies zeigt sich unter anderem in seinem regen Vereinsleben. Die zahlreichen Vereine haben sich schon seit langem zum Kulturring Zewen zusammengeschlossen, der die Termine koordiniert und die Vereine, insbesondere gegenüber der Stadt Trier, vertritt.

### Regelmäßige Veranstaltungen in Zewen
- Am Fastnachtssonntag startet um 14:11 Uhr der Zewener Fastnachtsumzug, der von den Zewener Vereinen und zahlreichen Privatgruppen gestaltet wird
- Am ersten Juliwochenende findet traditionell die Zewener Erdbeerkirmes statt, die samstags abends mit einem Fassanstich beginnt und montags endet
- Am 30. April veranstalten Musikverein und Gesangsverein am Pavillon das Zewener Maifest um den Maibaum
- Am ersten Septemberwochenende findet das Pfarrfest an der Kirche statt
- Das vom Sportverein ausgerichtete Vatertagsfest findet an Christi Himmelfahrt in Oberkirch statt

## Wirtschaft und Infrastruktur

### Verkehr

#### Straßenverkehr
Am Südrand des Ortes führt die B 49 auf der jahrhundertealten Trasse von Trier nach Luxemburg vorbei. Sie wurde in den 1930er-Jahren zur Hauptverkehrsstraße ausgebaut. Die ursprüngliche Strecke überquerte die Eisenbahnlinien und führte am Zewener Turm vorbei nach Igel. Die neue kürzere Strecke durchschneidet den Heidenberg in Richtung Igel. Die Wasserbilliger Straße ist dadurch heute zweigeteilt; die beiden Teile sind durch eine Fußgängerunterführung miteinander verbunden. Zewen besitzt vier Ortsausgänge: den Heidenberg, den Eurener Weg (nur eingeschränkt befahrbar), der Trauf in Richtung Herresthal sowie die Ausfahrt an der B 49 in Richtung Trier. Das Zentrum von Trier ist in einer Viertelstunde zu erreichen, die Grenze zu Luxemburg ebenso; eine Autobahnanbindung zur A 64 gibt es in Trier, acht Kilometer vom Ortsausgang entfernt.

#### Eisenbahn
Zewen liegt an der Bahnlinie Ehrang–Wasserbillig (L), die auch als Trierer Weststrecke bezeichnet wird. An der Strecke liegt der Haltepunkt Trier-Zewen, der jeweils stündlich von den Regionalbahn-Linien RB 83 (Luxemburg – Wasserbillig – Trier West – Trier Hafenstraße – Wittlich) und RB 84 (Saarburg – Konz – Trier West – Trier Hafenstraße) bedient wird. Der Haltepunkt wird seit März 2025 bedient, nachdem der Personenverkehr seit 1983 eingestellt gewesen war.
Es verkehren auch Busse des öffentlichen Personennahverkehrs, die wochentags im 10-Minuten-Takt verkehren (Stand 2014).
Am 22. Oktober 2018 war das Planfeststellungsverfahren für die Trierer Weststrecke vom Landesbetrieb Mobilität Rheinland-Pfalz eröffnet worden. Am 18. Mai 2021 erfolgte der Planfeststellungsbeschluss durch das Eisenbahn-Bundesamt.
Die Ausschreibungen für die Baumaßnahmen erfolgten 2022. Die Arbeiten wurden im Dezember 2024 fertiggestellt.

#### Flugverkehr
Die nächsten internationalen Flughäfen sind der Flughafen Luxemburg (etwa 35 km entfernt) und der Flughafen Frankfurt-Hahn (etwa 75 km entfernt).
Bis in die 1970er-Jahre bestand in unmittelbarer Nähe von Zewen im nördlich angrenzenden Stadtteil Euren ein Flugplatz; dieser wurde durch den im weiter nördlich gelegenen Föhren Flugplatz Trier ersetzt.

### Industrie und Wirtschaft

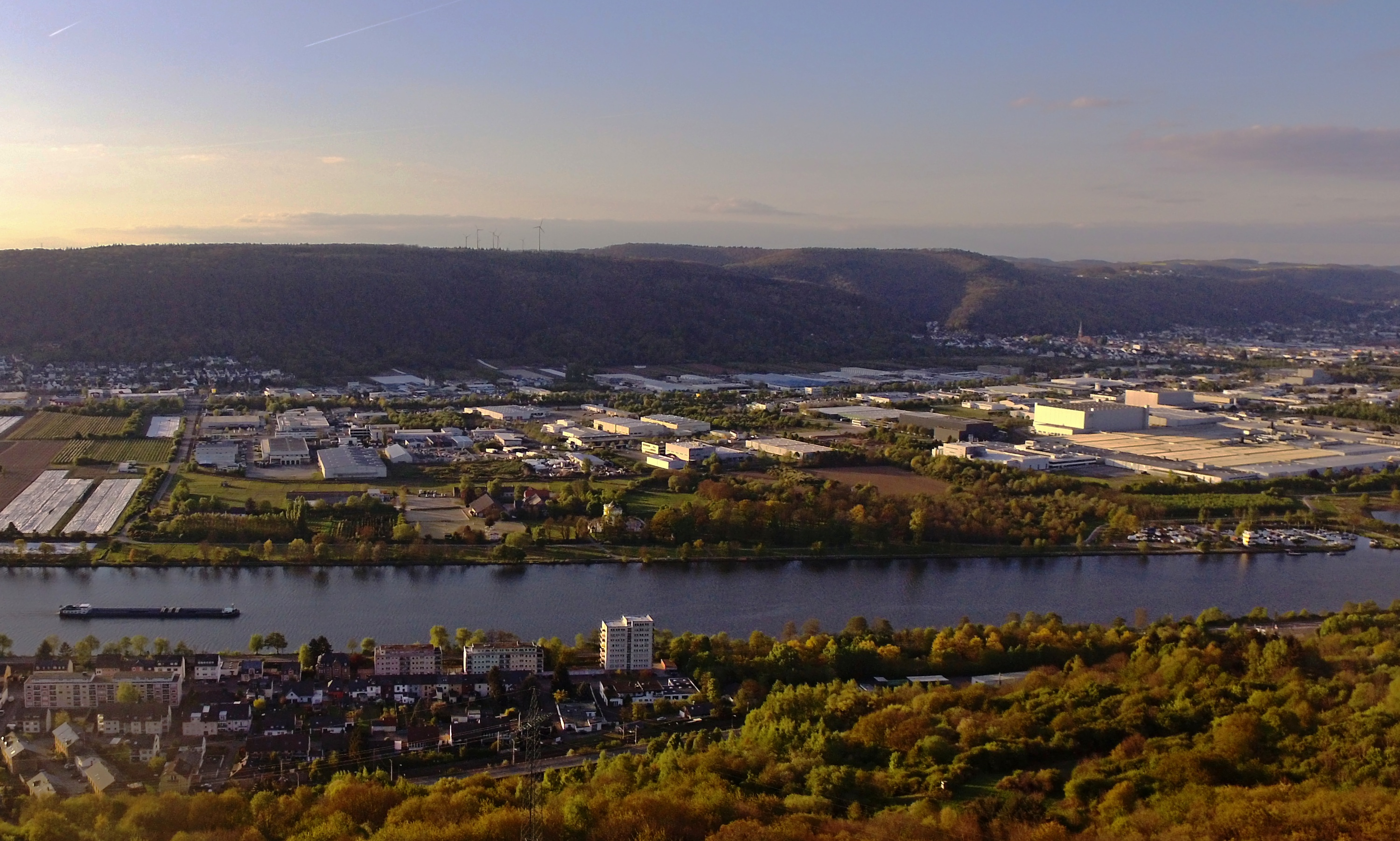
Industriegebiet in Trier-Zewen

In früheren Zeiten hatten Handwerker wie Schmiede, Küfer, Wagner und Sattler durch die Lage Zewens an der belebten Handelsstraße mit durchziehenden Kaufleuten und Händlern sowie Heerscharen eine große Bedeutung.
Daneben war Zewen bis in die 1950er-Jahre von der Landwirtschaft geprägt. 1929 wurde der Obst- und Gartenbauverein gegründet, und statt Kartoffeln und Runkelrüben wurden vermehrt Kirschen und Erdbeeren angebaut, die bis in die 1960er-Jahre bis ins Ruhrgebiet und nach Berlin exportiert wurden, neben Arbeitsplätzen in der Landwirtschaft wurden daher eigens Korbfabriken errichtet.
Erste Eisengießereien entstanden Mitte des 19. Jahrhunderts am Heidenberg; die Eisenbahn förderte Ende des Jahrhunderts diese Entwicklung. Heute gibt es keine Industrie mehr in Zewen, sie ist in das Industrie- und Gewerbegebiet Gottbillstraße abgewandert, das an Zewen grenzt, aber zum Stadtteil Euren gehört. Dort und in der Trierer Innenstadt sind die meisten Zewener beschäftigt; außerdem gibt es viele selbstständige Unternehmer. Der Anteil derer, die im Großherzogtum Luxemburg arbeiten, ist noch gering, wächst aber stetig an.

### Bildung
Die erste Schule in Zewen entstand in kurfürstlicher Zeit, das erste Schulhaus war das alte Pfarrhaus. Die Bevölkerung wuchs so explosionsartig, dass im 19. Jahrhundert drei neue Schulen errichtet wurden. 1962 wurde die derzeitige Grund- und Hauptschule Zewen als Volksschule erbaut. Mit der Einführung der Ganztagsschule wurde 2004 die ehemalige Schule in der Lindscheidstraße einbezogen und umgebaut, so dass nun ein großer Schulkomplex in Zewen besteht.
Der größte Teil der schulpflichtigen Zewener Kinder besucht eine der zahlreichen Schulen in Trier.